# Volo Aeronor 304
Il volo Aeronor 304 era un volo interno cileno tra le città di Santiago del Cile e Antofagasta con due scali intermedi. Il 9 dicembre 1982 il Fairchild F-27 che operava il volo si schiantò vicino all'aeroporto La Florida, nella città cilena di La Serena. Tutti i 46 passeggeri e l'equipaggio a bordo persero la vita.

## L'incidente
Il Fairchild F27 della Aeronor Chile stava volando da Santiago ad Antofagasta, con fermate a La Serena e Copiapó.
L'aereo decollò da Santiago del Cile alle 09:40 (UTC-4), raggiungendo la città di La Serena alle 10:25. Pochi minuti prima dell'atterraggio previsto all'aeroporto La Florida, l'aereo subì un malfunzionamento in uno dei suoi motori. Successivamente, alle 10:29, si schiantò contro un muro di pietra situato in un'area chiamata "Parcela Seis" (Lotto Sei) ad Alfalfares, situata a circa 800 metri a nord est del terminal dell'aeroporto. Dopo lo schianto il velivolo prese fuoco bruciò quasi completamente. Si stima che l'aereo si sia schiantato a una velocità di 180 km/h. Tutti i quarantadue passeggeri e i quattro membri dell'equipaggio morirono nello schianto o nel successivo incendio.
Inizialmente l'incidente è stato scambiato per un'esercitazione di emergenza all'aeroporto La Serena, iniziata poche ore prima della tragedia. Una troupe televisiva di Canal 8 UCV TV, che stava girando le scene dell'esercitazione, riuscì a catturare l'aereo in fiamme poco dopo l'incidente.

## Vittime note
Silvia Pinto, una giornalista piuttosto nota in Cile.